# Strâmtoarea Mozambic
Strâmtoarea Mozambic este o strâmtoare între insula Madagascar și Africa cu lungimea de circa 1.679 km și cu o lățime variind între 400 și 925 km. Astfel, Strâmtoarea Mozambic cea mai lungă strâmtoare de pe Glob. Adâncimea sa maximă atinge 3.895 metri în partea sa sudică.

## Insulele din canal

### Comore
- Grande Comore
- Mohéli
- Anjouan

### Franța
- Regiunea Franței: Mayotte (revendicată de Comore)
- Insulele împrăștiate din Oceanul Indian, districtul Teritoriile australe și antarctice franceze:
  - Insulele Glorioase (revendicate de Madagascar și Comore)
  - Insula Juan de Nova (revendicată de Madagascar)
  - Insula Europa (revendicată de Madagascar)
  - Bassas da India (revendicată de Madagascar)

### Mozambic
- Primeiras și Arhipelagul Segundas

#### Bătălia din Madagascar
Canalul Mozambic a fost un punct de ciocnire în Al Doilea Război Mondial în timpul Bătăliei de la Madagascar.